# Hareth
Hareth ist ein Ort im Gemeindegebiet von Freinberg (Oberösterreich). Er hat ungefähr 100 Einwohner und eine Fläche von etwa 1 km². Der Ort bildet die Grenze zur Nachbargemeinde Schardenberg.
Hareth besitzt mit der Weishäuplhütte, die auf 501 m ü. A. liegt, den höchsten Punkt der Gemeinde Freinberg.

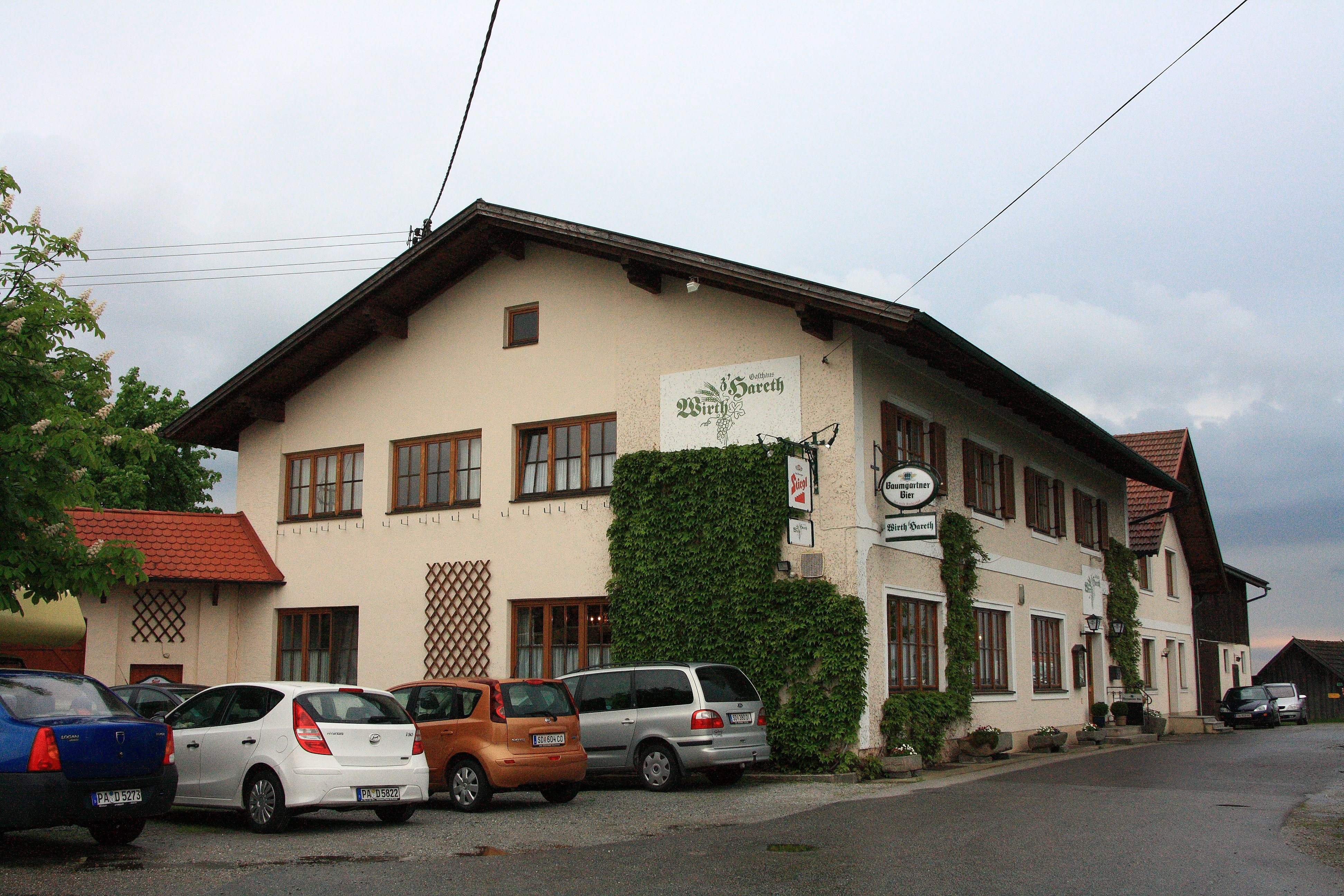
Das Gasthaus Wirth z´ Hareth hat eine gewisse überregionale Bekanntheit entwickelt.

Der Großteil der Fläche, wird von insgesamt 5 Bauern aus Hareth und Umgebung landwirtschaftlich genutzt.